# 58196 Ashleyess
58196 Ashleyess este un asteroid din centura principală de asteroizi.

## Descriere
58196 Ashleyess este un asteroid din centura principală de asteroizi. A fost descoperit pe 10 martie 1992 la Siding Spring de Duncan I. Steel. Asteroidul prezintă o orbită caracterizată de o semiaxă mare de 2,58 ua, o excentricitate de 0,26 și o înclinație de 26,1° în raport cu ecliptica.